# Bragança (district)
District Bragança (IPA: [bɾɐˈɣɐ̃sɐ]) is een district van Portugal. met een oppervlakte van 6608 km² het 5e grootste district. Bragança grenst in het westen aan Vila Real, in het zuidwesten aan Viseu, in het zuiden aan Guarda en in het oosten en noorden aan Spanje. Het inwonersaantal is 122.833 (2021). Hoofdstad is de gelijknamige stad Bragança.
Het district is onderverdeeld in 12 gemeenten:
- Alfândega da Fé
- Bragança
- Carrazeda de Ansiães
- Freixo de Espada à Cinta
- Macedo de Cavaleiros
- Miranda do Douro
- Mirandela
- Mogadouro
- Torre de Moncorvo
- Vila Flor
- Vimioso
- Vinhais

## Demografische ontwikkeling
Aveiro · Beja · Braga · Bragança · Castelo Branco · Coimbra · Évora · Faro · Guarda · Leiria · Lissabon · Portalegre · Porto · Santarém · Setúbal · Viana do Castelo · Vila Real · Viseu

Autonome regio's van Portugal: Azoren · Madeira